# Diospyros strigosa
Diospyros strigosa är en tvåhjärtbladig växtart som beskrevs av William Botting Hemsley. Diospyros strigosa ingår i släktet Diospyros och familjen Ebenaceae. Inga underarter finns listade i Catalogue of Life.